# Club Sport Colombia
Maillots
Le Club Sport Colombia est un club paraguayen de football basé à Fernando de la Mora.

## Palmarès
- Championnat du Paraguay de deuxième division :
  - Champion (6) : 1940, 1944, 1945, 1950, 1985 et 1992.

- Championnat du Paraguay de troisième division :
  - Champion (3) : 1944, 1969 et 2007.